# 比肩兽
比肩獸，又稱蟨，傳說中祥瑞之獸名。雙頭。

## 相關典籍
- 《山海經·海外北經》：“北海內有素獸焉，狀如馬，名曰蟨蟨。”
- 《穆天子傳》郭璞注：“即蛩蛩巨虛也，一走百里。”
- 《宋書·符瑞誌中》：“比肩獸，王者德給矜寡則至。”
- 《爾雅義疏·釋地》陸德明釋文引李巡曰：“邛邛、岠虛能走，蟨知美草。即若驚難者，邛邛、岠虛便負蟨而走，故曰比肩獸。”
- 《韓詩外傳·五》中記載：“西方有獸，名曰蜃，前足鼠，後足兔，得甘草必銜以遺蛩蛩距虛。其性非愛蛩蛩距虛，將為假足之故也。”
- 《呂氏春秋·不廣》：“北方有獸，名曰蹶，鼠前而兔後，趨則跲，走則顛，常為蛩蛩距虛取甘草以與之。蹶有患害也，蛩蛩距虛必負而走，此以其所能託其所不能。”
- 《爾雅》：西方有比肩獸焉，與邛邛岠虛比，為邛邛岠虛囓甘草，即有難，邛邛岠虛負而走，其名謂之蹷。

翻譯：西方有種異獸叫做比肩獸，和邛邛、岠虛是共生關係，它為邛邛岠虛採集甘草，當有危險時，邛邛岠虛背著它逃跑。比肩獸又有名字叫做蟨。

## 相關
- 中國妖怪列表